# Fornells (Pinós)
Fornells és una masia del municipi de Pinós (Solsonès) inclosa a l'Inventari del Patrimoni Arquitectònic de Catalunya.

## Situació
La masia es troba a l'extrem nord del municipi, al nord-oest de Matamargó, però molt més a prop de Su (Riner). Ocupa el cap d'una costa que s'aixeca al nord de la riera de Matamargó, situació que li confereix un aspecte encastellat. Sota seu, seixanta metres més avall i a tocar de la riera, hi ha el molí de la masia.
S'hi va des de la carretera de Cardona a Su, per un trencall que es troba poc més enllà del cap de província(41° 53′ 29″ N, 1° 34′ 33″ E / 41.891525°N,1.575937°E), a un quilòmetre de Su. Està molt ben senyalitzat. Hi ha tres quilòmetres fins a Fornells. Es pren la pista ben arranjada cap al sud. Als 750 metres es passa pel davant de la masia de la Serra i als 1,8 km es troba un encreuament. Per la dreta es va a la capella de Sant Andreu i a Miralles. La de l'esquerra porta a Fornells.

## Descripció

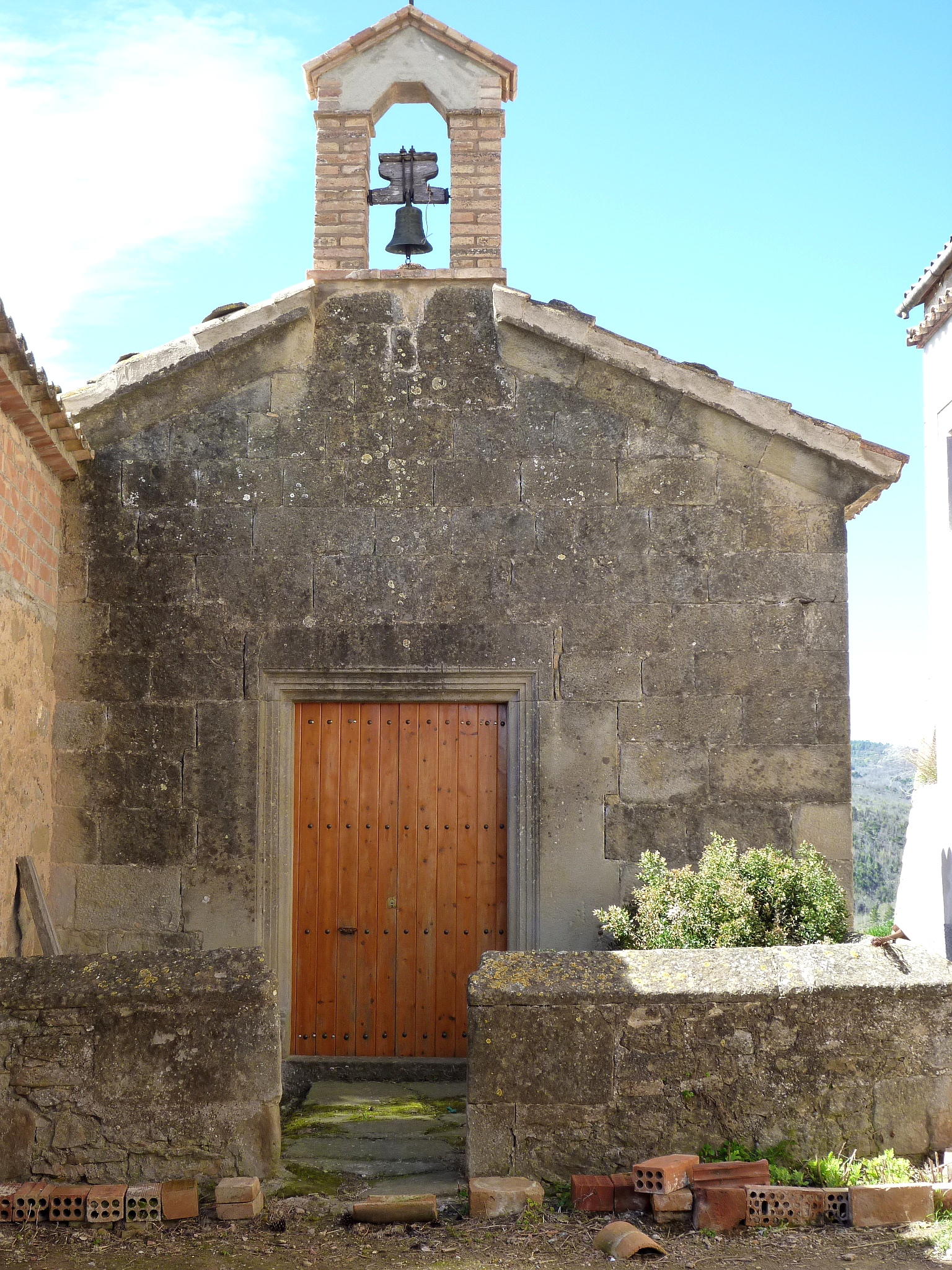
Capella de Sant Francesc

Masia de planta rectangular i teulada a doble vessant, orientada nord-sud. Porta primitiva a la cara est, d'arc de mig punt i adovellada. Petites obertures a les tres cares, hi ha algunes finestres amb decoracions gòtiques molt deteriorades. A la cara sud, s'hi ha adossat una nova edificació per engrandir la casa. Arrebossada i amb balcons i finestres més grans, aquí s'hi ha fet la nova porta d'entrada. La planta baixa és amb sòl de pedra i el celler amb volta de canó. Tipus de construcció: excepte la nova edificació, la resta és un parament de carreus irregulars sense tallar i no en filades.
Davant de la façana de llevant hi ha la capella de la masia dedicada a Sant Francesc.

## Història
De la casa Fornells se'n parla en el Cartoral I de l'Arxiu Diocesà de Solsona i en els escrits o documents dels "Límits" del segle XI-XII.